# Kazachi (Kavkázskaya, Krasnodar)
Kazachi (del ruso: Казачий) es un jútor del raión de Kavkázskaya del krai de Krasnodar, en el sur de Rusia. Está situado en la orilla derecha del río Chelbas, frente a Rogachov, 12 km al norte de Kropotkin y 132 km al nordeste de Krasnodar, la capital del krai. Tenía 230 habitantes en 2010.
Pertenece al municipio Lósevskoye.